# Polypedilum medivittatum
Polypedilum medivittatum är en tvåvingeart som beskrevs av Tokunaga 1964. Polypedilum medivittatum ingår i släktet Polypedilum och familjen fjädermyggor. Inga underarter finns listade i Catalogue of Life.